# Chiesa della Madonna della Neve (Cervia)
La chiesa della Madonna della Neve è un edificio di culto di Cervia.
Ha origine da una leggenda del IV secolo il culto per la Vergine della Neve, talmente radicato nella popolazione del territorio da spingere i salinari, già in antichi tempi, ad eleggerla a propria patrona.
Si doveva però attendere fino al 1603, all'epoca ancora di Cervia Vecchia, per vedere sorgere, in mezzo alle saline, a ridosso della strada per Forlì, una chiesa che ne assumesse e ne tramandasse il nome. Edificio dalle linee sobrie con due lesene ad incorniciare un ingresso notevolmente elevato in altezza, per circa un secolo ospitò, collocata dietro l'altare, la famosa omonima tela di Barbara Longhi, ora custodita nella cattedrale di Cervia.
La demolizione, alla fine del 1600, della vecchia città, coincise con l'inizio della fase di decadenza di questo luogo di culto, destinato ad ossario dei cervesi dissepolti dal vecchio cimitero, ma, ciononostante meta di un'annuale processione popolare con la burchiella. Usanza andata man mano affievolendosi, fino ad interrompersi nel 1867 allorché la chiesa fu espropriata, sconsacrata e preclusa a visite da parte del pubblico.
L'intitolazione venne successivamente ripresa in una parrocchia nella zona Malva, con un moderno edificio progettato dall'architetto cervese Domenico Zamagna.
L'8 dicembre 2007 è stata inaugurata la nuova chiesa dall'arcivescovo metropolita di Ravenna-Cervia Giuseppe Verucchi.